# Between the Buttons
Between the Buttons is een album van de band The Rolling Stones.
Het is het vijfde album uitgegeven in het Verenigd Koninkrijk  en het zevende in de Verenigde Staten. Het werd uitgegeven in 1967. Er zit een verschil tussen de tracklist van de Amerikaanse en Britse uitgave.
In 2003 bereikte het album #355 in de 500 beste albums aller tijden van het magazine Rolling Stone.
In augustus 2002 werd het album geremasterd en werd een sacd-Digi-pack, uitgegeven door ABKCO Records.

## Nummers

### Britse versie
Alle nummers zijn geschreven door Mick Jagger en Keith Richards.
1. Yesterday's Papers – 2:04
2. My Obsession – 3:17
3. Back Street Girl – 3:27
4. Connection – 2:08
5. She Smiled Sweetly – 2:44
6. Cool, Calm and Collected – 4:17
7. All Sold Out – 2:17
8. Please Go Home – 3:17
9. Who's Been Sleeping Here? – 3:55
10. Complicated – 3:15
11. Miss Amanda Jones – 2:47
12. Something Happened to Me Yesterday – 4:55

### Amerikaanse versie
1. Let's Spend the Night Together – 3:36
2. Yesterday's Papers – 2:04
3. Ruby Tuesday – 3:17
4. Connection – 2:08
5. She Smiled Sweetly – 2:44
6. Cool, Calm and Collected – 4:17
7. All Sold Out – 2:17
8. My Obsession – 3:17
9. Who's Been Sleeping Here? – 3:55
10. Complicated – 3:15
11. Miss Amanda Jones – 2:47
12. Something Happened to Me Yesterday – 4:55

## Hitlijsten

### Album
| Jaar | Hilijst              | Notering |
| ---- | -------------------- | -------- |
| 1967 | UK Albums Chart      | 3        |
| 1967 | Billboard Pop Albums | 2        |

### Singles
| Jaar | Single                         | Hitlijst           | Notering |
| ---- | ------------------------------ | ------------------ | -------- |
| 1967 | Let's Spend The Night Together | Nederlandse Top 40 | 2        |
| 1967 | Let's Spend The Night Together | UK Singles Chart   | 3        |
| 1967 | Let's Spend The Night Together | Billboard Hot 100  | 55       |
| 1967 | Ruby Tuesday                   | Billboard Hot 100  | 1        |